# Félegyházy József
Félegyházy József (Nagykároly, 1906. január 5. – Budapest, 1982. február 14.) római katolikus pap, kanonok, teológiai és filozófiai doktor, oklevéltudós, egyháztörténész, egyetemi tanár, a Szent István Társulat alelnöke.

## Élete
A Budapesti Tudományegyetemen tanult teológiát, és 1929-ben Budapesten szentelték pappá. 1930-ban teológiai doktorátust kapott. Rómában 1931-ben szerzett egy második, filozófia doktorátust, illetve lediplomázott a pápai oklevéltanból. Rövid Németországi tartózkodást követően több magyar településen (Szatmárnémeti, Vác, Soroksár) működött papként és tanárként. 1942-től a Budapesti Tudományegyetem egyetemes és magyar teológiatörténet oktatására hívták meg. 1944-től a Szent István Akadémia I. osztályának tagja volt. Az 1950-es években több kisebb településen látott el plébánosi szolgálatot. 1954-től a Központi Papnevelő Intézet prefektusa, 1956-tól haláláig a Szent István Társulat alelnöke. 1959-től a Hittudományi Akadémia középkori egyháztörténeti professzora. 1982-ben hunyt el Budapesten 76 éves korában.

## Művei
- Pázmány bölcselete. Budapest, 1937.
- A középkor egyháza Archiválva 2018. november 26-i dátummal a Wayback Machine-ben. Budapest, 1939. (A keresztény egyház története 4.)
- A tatárjárás történeti kútfőinek kritikája. Budapest, 1941.
- Vác egyházmegye múltjából. Capita ex historia dioecensis Vaciensis. Szerk. Vác, 1941.
- Br. Splényi X(avér) Ferenc váci püspök (1731–1795). Budapest, 1942.
- A teológiai tudományok egyetemes és hazai története. 1. rész. A skolasztikus bölcselet. Budapest, 1942. (több kötet nem jelent meg)
- A tegnap és a ma papi diplomáciája. Pécs, 1942.
- Werbőczy hármaskönyv és a kánonjog. Budapest, 1942.
- A váci püspökség a tatárjáráskor. Vác, 1943.
- Querschnitt der ung. kath. Kirchengeschichtschreibung (1936–1942). Budapest, 1943.
- Nagy Szent Gergely: A lelkipásztorság törvénykönyve. Ford. és bev. Budapest, 1944.
- Az Egyház a korai középkorban. Budapest, 1967.